# U-353 (tàu ngầm Đức)
U-353 là một tàu ngầm tấn công  Lớp Type VII thuộc phân lớp Type VIIC được Hải quân Đức Quốc Xã chế tạo trong Chiến tranh Thế giới thứ hai. Nhập biên chế năm 1942, nó chỉ kịp thực hiện một chuyến tuần tra duy nhất và không đánh chìm được mục tiêu nào, trước khi bị tàu khu trục Hải quân Hoàng gia Anh HMS Fame thả mìn sâu đánh chìm giữa Bắc Đại Tây Dương vào ngày 16 tháng 10, 1942.

## Thiết kế và chế tạo

### Thiết kế

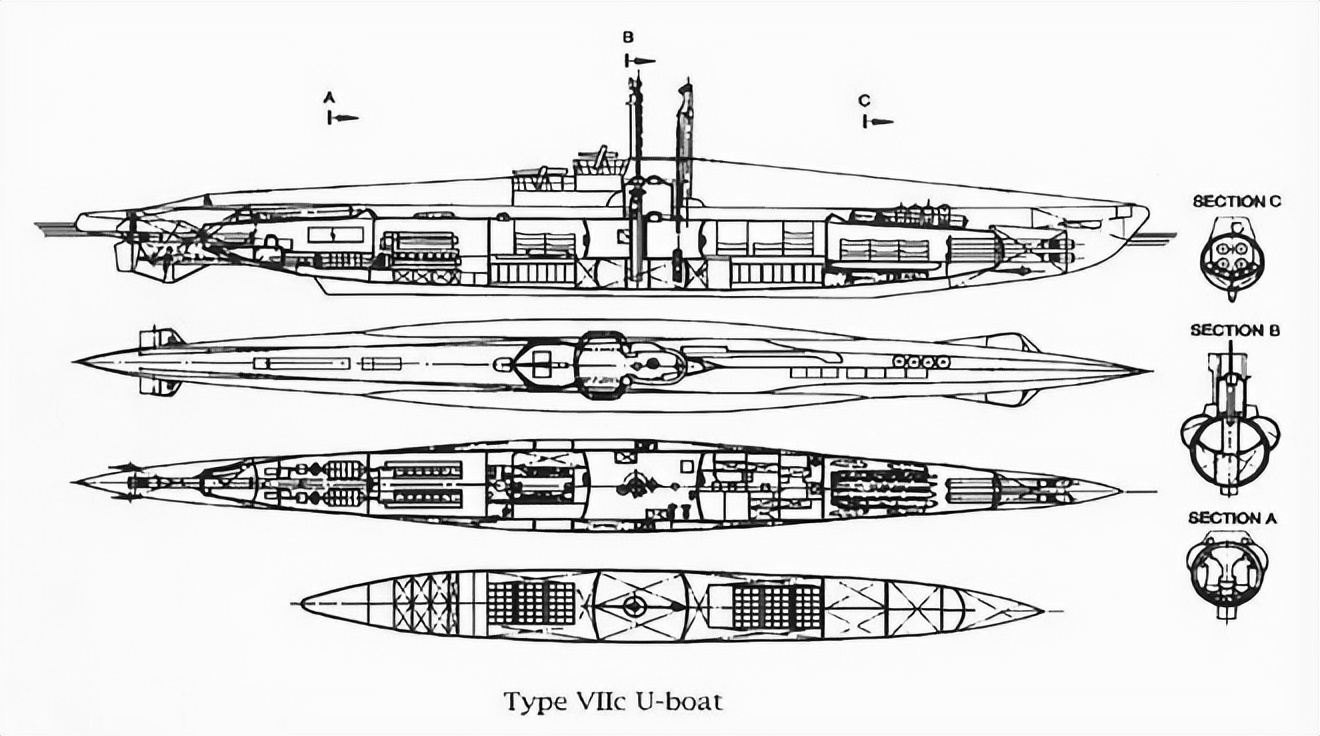
Sơ đồ các mặt cắt một tàu ngầm Type VIIC

Phân lớp VIIC của Tàu ngầm Type VII là một phiên bản VIIB được kéo dài thêm. Chúng có trọng lượng choán nước 769 t (757 tấn Anh) khi nổi và 871 t (857 tấn Anh) khi lặn). Con tàu có chiều dài chung 67,10 m (220 ft 2 in), lớp vỏ trong chịu áp lực dài 50,50 m (165 ft 8 in), mạn tàu rộng 6,20 m (20 ft 4 in), chiều cao 9,60 m (31 ft 6 in) và mớn nước 4,74 m (15 ft 7 in).
Chúng trang bị hai động cơ diesel Germaniawerft F46 siêu tăng áp 6-xy lanh 4 thì, tổng công suất 2.800–3.200 PS (2.100–2.400 kW; 2.800–3.200 bhp), dẫn động hai trục chân vịt đường kính 1,23 m (4,0 ft), cho phép đạt tốc độ tối đa 17,7 kn (32,8 km/h), và tầm hoạt động tối đa 8.500 nmi (15.700 km) khi đi tốc độ đường trường 10 kn (19 km/h). Khi đi ngầm dưới nước, chúng sử dụng hai động cơ/máy phát điện AEG GU 460/8-276 tổng công suất 750 PS (550 kW; 740 shp). Tốc độ tối đa khi lặn là 7,6 kn (14,1 km/h), và tầm hoạt động 80 nmi (150 km) ở tốc độ 4 kn (7,4 km/h). Con tàu có khả năng lặn sâu đến 230 m (750 ft).
Vũ khí trang bị có năm ống phóng ngư lôi 53,3 cm (21 in), bao gồm bốn ống trước mũi và một ống phía đuôi, và mang theo tổng cộng 14 quả ngư lôi, hoặc tối đa 22 quả thủy lôi TMA, hoặc 33 quả TMB. Tàu ngầm Type VIIC bố trí một hải pháo 8,8 cm SK C/35 cùng một pháo phòng không 2 cm (0,79 in) trên boong tàu. Thủy thủ đoàn bao gồm 4 sĩ quan và 40-56 thủy thủ.

### Chế tạo
U-353 được đặt hàng vào ngày 9 tháng 10, 1939, và được đặt lườn tại xưởng tàu của hãng Flensburger Schiffbau-Gesellschaft ở Flensburg vào ngày 30 tháng 3, 1940. Nó được hạ thủy vào ngày 11 tháng 11, 1941, và nhập biên chế cùng Hải quân Đức Quốc Xã vào ngày 31 tháng 3, 1942 dưới quyền chỉ huy của Hạm trưởng, Trung úy Hải quân Wolfgang Römer.

## Lịch sử hoạt động
Sau khi hoàn tất việc huấn luyện và chạy thử máy trong thành phần Chi hạm đội U-boat 5 đặt căn cứ tại Kiel, U-353 được điều sang Chi hạm đội U-boat 1 để hoạt động trên tuyến đầu từ ngày 1 tháng 10, 1942.
U-353 sau đó đi đến Rønne trên đảo Bornholm, Đan Mạch để thử nghiệm chế độ lặn im lặng , nhưng công việc này bị ngắt quãng do mối đe dọa của tàu ngầm Liên Xô. Con tàu đi đến Danzig (nay là Gdańsk thuộc Ba Lan) vào khoảng ngày 23 tháng 5, rồi lập tức đi đến Königsberg, nơi nó vào xưởng tàu Schichau để sửa chữa. Sau đó nó đi đến Gotenhafen (nay là Gdnyia thuộc Ba Lan) để thực hành phóng ngư lôi trong năm ngày trước khi đi đến Hela, Ba Lan để phục vụ huấn luyện kỹ thuật và lặn trong khoảng bốn tuần lễ. Chiếc U-boat quay trở lại Rønne để thử nghiệm chế độ lặn im lặng trong một tuần lễ, rồi quay về Flensburg vào ngày 11 tháng 7 để hiệu chỉnh sau chạy thử máy. Sau khi được trang bị máy dò radar Metox, nó quay trở lại Gotenhafen để thực hành chiến thuật cho đến đầu tháng 9. Chiếc U-boat đi đến Kiel vào ngày 11 tháng 9, để được vũ trang, nhận nhiên liệu và tiếp liệu nhằm chuẩn bị cho chuyến tuần tra đầu tiên.
U-353 khởi hành từ Kiel lúc 07 giờ 00 ngày 22 tháng 9, cùng hai tàu ngầm U-boat khác được hai tàu quét mìn hộ tống rời cảng. Con tàu mang theo 130 tấn nhiên liệu cùng tiếp liệu đủ cho mười tuần hoạt động, nhưng dự kiến sẽ tuần tra biển trong khoảng tám tuần trước khi đi đến Brest bên bờ Đại Tây Dương của Pháp đã bị Đức chiếm đóng, nơi nó sẽ gia nhập Chi hạm đội U-boat 1. Sau khi di chuyển trên mặt nước đến cảng Kristiansand, Na Uy lúc khoảng 07 giờ ngày 24 tháng 9, nó tiếp thêm nhiên liệu từ hai tàu tiếp dầu Na Uy rồi tiếp tục hành trình lúc 07 giờ 00 ngày hôm sau, được các tàu quét mìn và tàu tuần tra hộ tống đi dọc bờ biển Na Uy, đi đến ngoài khơi Stavanger vào chiều tối ngày 26 tháng 9, nơi nó chia tay các tàu hộ tống.
Từ đây U-353 hướng sang phía Tây Bắc, nhiều lần dò thấy tín hiệu radar và phải lặn khẩn cấp để né tránh. Khi băng qua bãi thủy lôi Rosengarten (vườn hồng) giữa Iceland và quẩn đảo Faroe, nó bắt gặp nhiều quả thủy lôi trôi nổi trên biển. Sau đó con tàu tàu nhận được chỉ thị từ Befehlshaber der U-Boote (BdU: Bộ tổng chỉ huy U-boat) đi đến vị trí khoảng 400 nmi (740 km) về phía Tây Rockall. Đến ngày 3 tháng 10, một bức điện khác của BdU cho biết một đoàn tàu vận tải đối phương đang ở cách nó 190 nmi (350 km) về phía Tây Bắc, và U-353 được lệnh đánh chặn. Tuy nhiên biển động mạnh đã khiến việc di chuyển khó khăn, nên sau đó một chỉ thị khác hướng dẫn cho con tàu đi đến một vị trí khác vào ngày 6 tháng 10, nơi nó là một trong số 19 chiếc U-boat tham gia tuyến tuần tra của bầy sói Panther.
Sau một tuần lễ hoạt động trên tuyến tuần tra, U-353 bắt gặp một thuyền buồm độc lập đang di chuyển nhanh ở khoảng cách 4.000 yd (3.700 m), nên đổi hướng để đánh chặn, nhưng mất dấu mục tiêu. Đến sáng sớm ngày 10 tháng 10, nó lại trông thấy một con tàu ước lượng khoảng 15.000 tấn đang di chuyển độc lập, nên đã truy đuổi, nhưng lại mất dấu mục tiêu do thời tiết xấu. Sang ngày hôm sau 11 tháng 10, tàu ngầm U-133 báo cáo phát hiện một đoàn bao gồm ba tàu nhanh được ba  tàu khu trục hộ tống, và U-353 nằm trong số nhiều tàu U-boat được lệnh đánh chặn, vốn hình thành nên bầy sói Leopard. Tuy nhiên chúng nhanh chóng được điều sang hướng khác để tấn công một đoàn tàu vận tải lớn hơn bị Bầy sói wolf phát hiện ở vị trí khoảng 400 nmi (740 km) về phía Tây.
Đến 05 giờ 00 ngày 12 tháng 10, U-353 trông thấy một tàu buôn khoảng 4.000-5.000 tấn di chuyển độc lập, nên tiếp cận để tấn công và phóng hai quả ngư lôi từ khoảng cách 2.000 yd (1.800 m). Chiếc tàu buôn lập tức chuyển hướng, nên chiếc tàu ngầm phóng thêm một quả ngư lôi từ ống phóng phía đuôi, và sau đó nghe thấy hai tiếng nổ lớn khi mục tiêu vỡ làm đôi và đắm. Khi U-353 trồi lên mặt nước và đi đến hiện trường, nó thấy tàu ngầm U-133 đã có mặt tại chỗ và nhận công đánh chìm tầu đối phương. Sau trao đổi, hai hạm trưởng nhất trí rằng quả ngư lôi do U-353 phóng ra đã buộc chiếc tàu buôn đối phương đổi hướng vào đúng tầm bắn của U-133, nên thỏa thuận chia sẻ chiến công này. Mười phút sau lại có tàu ngầm U-618 xuất hiện, vốn tự nhận đã đánh chìm được hai mục tiêu. Sau đó các con tàu tách ra để tiếp tục truy tìm đoàn tàu vận tải đối phương.
Vào khoảng giữa trưa ngày 12 tháng 10, U-353 đang di chuyển trên mặt nước cùng hai tàu U-boat khác, khi nó bị một máy bay ném bom B-24 Liberator thuộc Liên đội 120 Không quân Hoàng gia Anh tấn công. U-353 lặn khẩn cấp để né tránh, và nghe thấy tiếng nổ của mìn sâu từ xa. Khi trồi lên mặt nước một giờ sau đó, nó không tìm thấy các tàu U-boat khác.
Lúc khoảng 05 giờ 00 ngày 16 tháng 10, U-353 đang di chuyển hết tốc độ trên mặt nước trong bóng đêm khi nó phát hiện bóng dáng tàu đối phương đang áp sát ở khoảng cách 5 nmi (9,3 km). Tàu corvette HMS Eglantine đã phát hiện chiếc U-boat qua radar và tấn công bằng hải pháo. U-353 lặn xuống độ sâu 150 m (490 ft) nhưng tiếp tục bị tấn công bằng mìn sâu, khiến nó bị hư hại nhẹ. Đợt tấn công kéo dài khoảng một giờ cho đến khi chiếc corvette rút lui, và U-353 trồi lên mặt nước một giờ sau đó, đổi hướng để chặn đầu đoàn tàu vận tải.
Đến 13 giờ 05 phút, U-353 ước lượng nó ở vị trí khoảng 8 nmi (15 km) phía trước đoàn tàu vận tải, nên lặn xuống đi ngầm ở độ sâu 20 m (66 ft) và dùng máy dò âm để tiếp cận mục tiêu. Nó nghe thấy tiếng chân vịt gần một giờ sau đó, nên trồi lên độ sâu kính tiềm vọng để quan sát, mà không biết rằng đó lại là tàu khu trục HMS Fame đang đi trước Đoàn tàu SC 104 2 nmi (3,7 km). Fame dò được tín hiệu sonar của U-353, nên tiếp cận với tốc độ 15 kn (28 km/h) để đánh chặn.
Fame thả một loạt mười quả mìn sâu tấn công, khiến U-353 bị mất ánh sáng, nước tràn vào phía trước và phía sau tàu qua các ống dò âm. Động cơ điện ngừng hoạt động, máy đo độ sâu bị hỏng, và bánh lái độ sâu phía đuôi tàu không hoạt động. Chiếc tàu ngầm bị chìm không kiểm soát do nước tràn vào qua ống phóng ngư lôi phía đuôi. Hạm trưởng U-353 buộc phải ra lệnh cho con tàu trồi lên mặt nước và thủy thủ đoàn chuẩn bị bỏ tàu.
Fame chuẩn bị tiếp tục tấn công bằng súng cối chống tàu ngầm Hedgehog khi chiếc U-boat trồi lên mặt nước. Chiếc tàu khu trục khai hỏa mọi khẩu pháo có thể, rồi tăng tốc lên 18 kn (33 km/h) và húc trúng U-353 phía trước tàu, khiến chiếc tàu ngầm bị thủng vỏ ngoài bên mạn phải. Fame thả thêm năm quả mìn sâu, đánh chìm U-353 tại tọa độ 53°54′B 29°30′T / 53,9°B 29,5°T. Sáu thành viên thủy thủ đoàn của U-353 đã tử trận, và 39 người khác sống sót được Fame cùng tàu corvette Na Uy HNoMS Andenes cứu vớt và bị bắt làm tù binh chiến tranh.

### "Bầy sói" tham gia
U-353 từng tham gia hai bầy sói:
- Panther (6 – 12 tháng 10, 1942)
- Leopard (12 – 16 tháng 10, 1942)